# Artes Plásticas y Diseño
Enseñanzas de Artes Plásticas y Diseño es la denominación que la LOGSE, la Ley Orgánica General del Sistema Educativo, de 1990 dio a las antiguas enseñanzas de Artes Aplicadas y Oficios Artísticos que se impartían en España desde 1871.
Las escuelas de Artes Plásticas y Diseño se estructuraron a partir de entonces en dos tipos de centros: Escuelas de Arte, que impartían enseñanzas profesionales artísticas, y Escuelas Superiores, que impartían títulos equivalentes a diplomado universitario. Este cambio de denominación supuso también la creación de los Estudios Superiores de Diseño, de Restauración y Conservación de Bienes Culturales, de Cerámica y del Vidrio que tendrían titulación equivalente a la de Diplomado Universitario. A partir de 2006, con la aprobación de la Ley Orgánica de Educación, las enseñanzas superiores otorgaron títulos equivalentes a Grado universitario. Las escuelas, que son casi un centenar en toda España, crearon en 1997 una asociación, la Confederación de Escuelas de Artes y Diseño que ha participado con las administraciones públicas en el desarrollo del sistema de Enseñanzas Artísticas.
En 2006, la LOE integró estas enseñanzas en el Espacio Europeo de Educación Superior impulsado por la Declaración de Bolonia de 1999 que tuvo por objeto integrar estas enseñanzas en un sistema multinacional de intercambio. A partir de 2007 muchos de estos centros iniciaron su participación en el programa Erasmus que sustituyó a otros programas anteriores como Sócrates o Leonardo.

## La enseñanza del diseño en España
El diseño tardó en ser incorporado al sistema educativo español. A diferencia de otros países del entorno europeo, la enseñanza del diseño se vio sometida a un olvido que lo relegó a los rincones más inesperados del sistema educativo. Hasta la publicación de la LOGSE no se consideró necesario crear un ámbito de enseñanza específico para esta disciplina que, sin una denominación clara, sobrevivía en el ámbito de las Bellas Artes. 
Fue en 1999 cuando el Ministerio de Educación promulgó las normas legales necesarias para poner en marcha estos estudios. El Real Decreto 1496.1999, de 24 de septiembre, por el que se establecen los estudios superiores de Diseño, la prueba de acceso y los aspectos básicos del currículo de dichos estudios, permitió su implantación en el sistema público de enseñanza.
En 2006, con la aprobación de Ley Orgánica de Educación (LOE), se reconoció la equivalencia de las Enseñanzas Artísticas Superiores al título de Grado y su incorporación al Espacio Europeo de Educación Superior (EEES).
yo soy solo yo.....

## Diseño y sociedad
Uno de los principales obstáculos al desarrollo del diseño es la difícil relación que se establece entre el ámbito educativo y la industria. La falta de conexión entre ambos espacios ha hecho de la enseñanza del diseño una disciplina excesivamente especulativa y carente de aplicación práctica. Por otra parte, una industria con escasas perspectivas es incapaz de ver todo el potencial del diseño en el desarrollo social y económico.

## Enlaces
- Ministerio de Educación | Enseñanzas profesionales de Artes Plásticas y Diseño Archivado el 6 de octubre de 2021 en Wayback Machine.
- Confederación de Escuelas de Artes Plásticas y Diseño
- Asociación Española de Centros de Enseñanzas Superiores Artísticas